# Dorothy Dandridge
Dorothy Jean Dandridge (Cleveland, 9 de novembre de 1922 − West Hollywood, 8 de setembre de 1965) va ser una actriu estatunidenca. Va ser la primera actriu negra a imposar-se a Hollywood.

## Biografia
Filla d'un pastor i de l'actriu Ruby Dandridge, aprèn a cantar i ballar amb la seva mare. Paral·lelament, la noia i la seva germana gran, Vivian, actuen, sota el nom de Wonder Kids, en espectacles religiosos a esglésies. El duo solca així els Estats Units, i aviat són localitzades totes dues per busca-talents de la Metro-Goldwyn-Mayer. El 1932, s'instal·len doncs a Hollywood.
El 1934, a les germanes Dandridge s'hi uneix la jove cantant Ella Jones. Així reformat, el grup es fa dir d'aleshores endavant les Dandridge Sisters. El 1937, apareixen en It can't last forever al costat de Ralph Bellamy. El mateix any, Dorothy fa sola un petit paper, a Un dia a les carreres al costat dels Germans Marx, i és contractada al cèlebre Cotton Club. El trio es reforma el 1939, per presentar al Center Theater de Broadway, la comèdia musical Swingin' the dream produïda per Erik Charell.
En els anys 1940, Dorothy Dandridge posa la seva veu en diversos curtmetratges d'animació, i fa papers de complement en diverses produccions cinematogràfiques, entre les quals: Sun Valley serenade (1941) amb John Wayne, Ride’em cowboy (1942) amb Bud Abbott i Lou Costello, Lucky Jordan (1942) amb Alan Ladd i Since you went away (1944) amb Claudette Colbert. Artista completa, canta igualment, sempre als escenaris de Broadway, a Meet the people (1940-1941), un espectacle musical de Danny Dare, així com amb l'orquestra de Desi Arnaz.
El 1942, el 6 de setembre per ser precís, Dorothy es casa amb Harold Nicholas, un dels germans Nicholas, famosos ballarins de claquetes. (Al Cotton Club de Coppola, Gregory Hines fa el seu paper). Van tenir el setembre de 1943, una filla autista, Harolyn.
El 1950, Dorothy Dandridge torna al cinema al paper de Melmendi, la reina d'Ashuba a Tarzan's peril  al costat de Lex Barker. Tres anys més tard, té per primera vegada el paper principal a Bright Road, on dona la rèplica a Harry Belafonte, que continuarà sent un amic fidel. El 1954, interpreta el paper del títol de Carmen Jones dirigit per Otto Preminger. La pel·lícula és un èxit, i la seva extraordinària actuació li val una nominació en els Oscars. Per això, és la primera dona negra a convertir-se en una estrella del cinema estatunidenc. Confirma el seu talent en Island in the sun  (1957) amb James Mason, a la producció franco-italiana Tamango amb Curd Jürgens i a Porgy & Bess (1959) amb Sidney Poitier, sempre de Preminger esdevingut, mentrestant, el seu amant.
En els anys 1960, Dorothy roda encara dues pel·lícules: el Camí de la por (1960) amb Trevor Howard i The murder men (1961) amb James Coburn. El 1962, Christian-Jaque la contracta amb Alain Delon per rodar un Marco Polo que queda inacabat. Tanmateix, amb múltiples desenganys, tant en l'aspecte professional com personal, decideix reprendre la seva carrera de cantant.
Alguns dies abans de la seva tornada en escena en el Basin Street East de New York, Dorothy Dandridge mor d'una embòlia cerebral de resultes d'un abús de medicaments. Era el 8 de setembre de 1965, a West Hollywood, a Califòrnia. El seu cos va ser inhumat al Columbari de la Victòria, al cementiri de Forest Lawn, a Glendale a Califòrnia.

## Filmografia
| Any  | Títol                                    | Paper                                       | Notes                                                                   |
| ---- | ---------------------------------------- | ------------------------------------------- | ----------------------------------------------------------------------- |
| 1935 | Teacher's Beau                           | Dorothy                                     |                                                                         |
| 1936 | The Big Broadcast of 1936                | Membre de les germanes Dandridge            |                                                                         |
| 1936 | Easy to Take                             | Membre de les germanes Dandridge            | No surt als crèdits                                                     |
| 1937 | It Can't Last Forever                    | Dandridge Sisters Act                       | No surt als crèdits                                                     |
| 1937 | Un dia a les curses (A Day at the Races) | Cantant negre                               | No surt als crèdits                                                     |
| 1938 | Going Places                             | Membre de les germanes Dandridge            | No surt als crèdits                                                     |
| 1938 | Snow Gets in Your Eyes                   | Membre de les germanes Dandridge            | No surt als crèdits                                                     |
| 1940 | Irene                                    | Membre de les germanes Dandridge            | No surt als crèdits                                                     |
| 1940 | Four Shall Die                           | Helen Fielding                              | Títol alternatiu: Condemned Men                                         |
| 1941 | Bahama Passage                           | Thalia                                      |                                                                         |
| 1941 | Sundown                                  | esposa de Kipsang                           | No surt als crèdits                                                     |
| 1941 | Sun Valley Serenade                      | Specialista                                 |                                                                         |
| 1941 | Lady from Louisiana                      | Felice                                      | Títol alternatiu: Lady from New Orleans                                 |
| 1942 | Lucky Jordan                             | cambrera                                    | No surt als crèdits                                                     |
| 1942 | Night in New Orleans                     | Sal                                         | No surt als crèdits                                                     |
| 1942 | The Night Before the Divorce             | cambrera                                    | No surt als crèdits                                                     |
| 1942 | Ride 'Em Cowboy                          | Congoroo                                    | No surt als crèdits                                                     |
| 1942 | Drums of the Congo                       | Princesa Malimi                             |                                                                         |
| 1942 | Orchestra Wives                          |                                             | No surt als crèdits                                                     |
| 1943 | Hit Parade of 1943                       | Comtessa Basie                              | Títol alternatiu: Change of Heart                                       |
| 1943 | Happy Go Lucky                           | Chorine                                     | No surt als crèdits                                                     |
| 1944 | Since You Went Away                      | Dona de l'oficial negre a l'estació de tren | No surt als crèdits                                                     |
| 1944 | Atlantic City                            | Cantant                                     | Títol alternatiu: Atlantic City Honeymoon                               |
| 1945 | Pillow to Post                           | Ballarina                                   | No surt als crèdits                                                     |
| 1951 | Tarzan's Peril                           | Melmendi, reina d'Ashuba                    |                                                                         |
| 1951 | The Harlem Globetrotters                 | Ann Carpenter                               |                                                                         |
| 1953 | Bright Road                              | Jane Richards                               |                                                                         |
| 1953 | Remains to Be Seen                       | Ella mateixa                                |                                                                         |
| 1954 | Carmen Jones                             | Carmen Jones                                | Nominada — Oscar a la millor actriu Nominada — BAFTA a la millor actriu |
| 1957 | Island in the Sun                        | Margot Seaton                               |                                                                         |
| 1958 | Tamango                                  | Aiché                                       |                                                                         |
| 1958 | The Decks Ran Red                        | Mahia                                       | Títol alternatiu: La Rivolta dell'esperanza                             |
| 1959 | Porgy and Bess                           | Bess                                        | Nominada — Globus d'Or a la millor actriu musical o còmica              |
| 1960 | Malaga                                   | Gianna                                      | Títol alternatiu: Moment of Danger                                      |
| 1961 | The Murder Men                           | Norma Sherman                               | Imatges d'arxiu                                                         |

## Discos
Dandridge va aconseguir primer la seva fama com a artista amb les seves actuacions en cabarets, normalment acompanyada per Phil Moore al piano. També coneguda per les seves interpretacions de cançons com "Blow Out the Candle", "You Do Something To Me", i "Talk Sweet Talk To Me", va registrar pocs vínils. Si va ser per decisió personal o per manca d'oportunitats és desconegut.
El 1940, com a part del grup Germanes Dandridge, Dandridge va enregistrar quatre cançons amb la banda de Jimmy Lunceford:
- "You Ain't Nowhere" (Columbia #28007)
- "That's Your Red Wagon" (Columbia #28006)
- "Ain't Going To Go To Study War No More" (Columbia #26938)
- "Minnie The Moocher is Dead" (Columbia #26937A)

El 1944, va gravar a duo amb Louis Armstrong per la pel·lícula Pillow to Post:
- "Watcha Say" (Decca L-3502)

El 1951, va gravar un senzill per la Columbia Records:
- "Blow Out the Candle/Talk Sweet Talk To Me"

El 1953, va gravar una cançó pel film Remains to Be Seen:
- "Taking a Chance On Love" (MGM Records)

El 1958, va gravar un àlbum per Verve Records presentant Oscar Peterson, Herb Ellis, Ray Brown, i Alvin Stoller que va quedar sense sortir fins a l'edició en CD el 1999. Aquest CD també inclou 4 pistes del 1961, un disc de 45 rpm i altres senzills avortats:
- "It's Easy To Remember" (21942-3)
- "What Is There To Say" (21943-6)
- "That Old Feeling" (21944-4)
- "The Touch Of Your Lips" (21945-12)
- "When Your Lover Has Gone" (21946-1)
- "The Nearness Of You" (21947-7)
- "(In This World) I'm Glad There Is You" (21948-10)
- "I've Grown Accustomed To Your Face" (21949-4)
- "Body And Soul" (21950-2)
- "How Long Has This Been Going On?" (21951-6)
- "I've Got A Crush On You" (21952-3)
- "I Didn't Know What Time It Was" (21953-3)
- "Somebody" (gravada el 1961) (23459-2)
- "Stay with It" (gravada el 1961) (23460-4)
- "It's a Beautiful Evening" (gravada el 1961) (23461-5)
- "Smooth Operator" (gravada el 1961) (23462-2)

## Adaptacions
- Dorothy Dandridge: An American Beauty, documental estatunidenc realitzat per Ruth Adkins Robinson el 2003.
- Dorothy Dandridge, el destí d'una diva, Telefilm biogràfic de Martha Coolidge amb Hall Berry (Dorothy Dandridge), Klaus Maria Braundauer (Otto Preminger) 1999